# 花田村 (兵庫県)
花田村（はなだむら）は、兵庫県飾磨郡にあった村。現在の姫路市花田町各町にあたる。

## 地理
- 河川：市川、天川

## 歴史
- 1889年（明治22年）4月1日 - 町村制の施行により、飾東郡加納原田村・一本松村・勅旨村・小川村・上原田村・高木村の区域をもって発足。
- 1896年（明治29年）4月1日 - 所属郡が飾磨郡に変更。
- 1957年（昭和32年）10月1日 - 姫路市に編入。同日花田村廃止。

昭和の大合併において、兵庫県は新市町村建設促進法に基づき、1957年3月30日付で姫路市に別所村、四郷村、御国野村、花田村との合併を勧告し、これを受け花田村は5月10日に姫路市に合併申し入れを行った。申し入れにて花田村は姫路市に対し道路の拡張、学校設備の整備、花田地区特有の実情についての配慮等を求め姫路市もこれらの早急な実現を約した。村内ではおもに南部地域は合併に前向きであったのに対し北部工業地帯ではかなり強い反対もしくは慎重論があったものの当局の説明等により合併賛成でまとまった。

## 交通

### 鉄道路線
村域を日本国有鉄道の山陽本線が通過したが、当時は未開業。

### 道路
- 国道2号

現在は旧村域に播但連絡道路の花田インターチェンジが所在するが、当時は未開通。